# Хранитель (фильм, 2025)
«Хранитель» (англ. Keeper) — будущий американский фильм ужасов режиссёра Осгуда Перкинса по сценарию Ника Лепарда. Главные роли в фильме исполнили Татьяна Маслани и Россиф Сазерленд. Кинопрокатом фильма в США будет заниматься компания Neon, в Канаде — Elevation Pictures.

## Сюжет
Лиз и Малкольм, супружеская пара, приезжают в отдалённый домик в лесу, чтобы отметить годовщину свадьбы. В то время как Малкольм уезжает в город, Лиз сталкивается с демонической силой и открывает тайны хижины.

## В ролях
- Татьяна Маслани — Лиз
- Россиф Сазерленд — Малкольм

## Производство
В мае 2024 года на Каннском кинорынке было объявлено о начале продаж прав на фильм «Хранитель», режиссёром которого стал Осгуд Перкинс по сценарию Ника Лепарда. Татьяна Маслани и Россиф Сазерленд получили главные роли в фильме, а Крис Фергюсон и Джесси Сават выступили продюсерами от компании Oddfellows. Производство фильма было завершено к июлю 2024 года.
На Каннском кинорынке 2024 года права на дистрибуцию были проданы компаниям Neon в США и Elevation Pictures в Канаде. Компания Neon также приобрела права на кинопрокат фильма по всему миру, расширив свою деятельность в области международной дистрибуции.